# Frinkenstein's Monster
«Frinkenstein's Monster» (укр. «Потвора Фрінкенштейна») — одинадцята серія тридцять п'ятого сезону мультсеріалу «Сімпсони», прем'єра якої відбулась 18 лютого 2024 року у США на телеканалі «Fox».

## Сюжет
П'ятнадцять років тому молодший Гомер прокидається, повен енергії до роботи на Спрінґфілдській атомній електростанції. Він береться за роботу, відмовляється від пончиків і розуміє, що його лише дві «кар'єрні ланки» між ним і вищим керівництвом. Потім Гомер починає читати книгу про успіх у бізнесі на своєму робочому місці…
У сьогоденні Гомер, натомість, на робочому місці спить. Коли він раніше іде з роботи, то знову помічає ієрархію, і спантеличений, бо навіть конус безпечки — важливіший за нього. Він йде до таверни Мо, де зустрічає професора Фрінка, який розповідає, що він також нікуди не дійшов у житті.
Несподівано Гомерові телефонують з АЕС у Шелбівілі, де бачили його резюме (з досвідом роботи на багатьох посадах). Хвилюючись, як пройда співбесіда, Гомер просить Фрінка про допомогу.
Повернувшись додому, Гомер говорить Мардж, що Сімпсонам вже не довго доведеться бідувати, оскільки він отримає нову роботу. Гомер приєднується до Zoom-інтерв'ю з Онні Корхоненом, керівником АЕС. Корхонен просить докторку Спайвак, іншу кандидатку на посаду, від'єднатися, поки він швидко проведе співбесіду з Гомером. Однак, за допомогою Фрінка, який диктує відповіді, Гомер успішно проходить співбесіду та отримує роботу. Це викликає гнів докторки Спайвак. Після цього Гомер просить Фрінка допомагати йому по роботі, бо не вірить, що зможе зробити самотужки.
Гомер звільняється зі Спрінґфілдської АЕС. Фрінк дає йому окуляри з підслушкою, щоб Джон міг казати Гомеру те, що потрібно. У свій перший день Онні Корхонен показує Гомеру будівлю і розповідає, що докторку Спайвак також найнято як асистентку Гомера. Спайвак не дуже задоволена, через що вороже ставиться до Гомера. Під час спілкування Гомер здається Спайвак ідіотом, який наче використовує сторонню допомогу для відповідей.
Згодом докторка Спайвак запрошує Ленні та Карла поговорити про роботу Гомера на атомній електростанції у Спрінґфілді. Спочатку ексколеги відмовляються їй щось розповідати, але після того, як вона напиває їх віскі, вони кажуть їй, що Гомер жахливо справлявся зі своєю роботою. Потім Спайвак прокрадається до кабінета Гомера і знаходить навушник. Вона говорить Фрінку, що його обман дозволив Гомеру вкрасти роботу, яку він не може виконувати.
Професор Фрінк розуміє, що переступив межу. Схаменувшись, Джон каже Гомеру, що він більше не допомагатиме йому, незважаючи на благання Гомера, що став залежним від порад по роботі.
Наступного дня Гомера викликають до Онні Корхонена, який запрошує Гомера на лижну прогулянку до лижного курорту. На відпочинку, коли Корхонен задає питання Гомерові, той чекаючи підказки у вухо, але Фрінк не відповідає. Зв'язок зламує докторка Спайвак і розкриває Гомерові брехню. Коли Гомер і Мардж сідають на гірськолижний підйомник, Спайвак теж сідає і переконує Мардж сказати Гомеру, щоб той визнав, що він обманював на своїй роботі. Коли вони досягають вершини гори, Гомер каже всім, що він — шахрай, що призводить до того, що всі інші колеги також визнають, що шахраювали. Коли Гомер повідомляє Корхонену, що звільняється з роботи, він скочується з гори на лижах.
У фінальній сцені Гомер повертається на Спрінґфілдську атомну електростанцію, щоб отримати свою стару роботу.

## Культурні відсилання та цікаві факти
- «Lisa's Lament» (укр. «Елегія Ліси»), пісня, яку співає Ліса через те, що Гомер не хоче розкривати правди, є пародією на пісню «Long Ago and Far Away» (укр. «Давно і далеко») Джеймса Тейлора[1].
  - Під час монтажу робіт, на яких працював Гомер, показано, що у 49 сезоні Гомер стане кам'яним ідолом Зардозом з однойменного фільма 1974 року[2].

## Ставлення критиків і глядачів
Під час прем'єри серію переглянули 0,76 млн осіб, з рейтингом 0.2, що зробило її найпопулярнішим шоу на каналі «Fox» тієї ночі.
Джон Шварц із сайту «Bubbleblabber» оцінив серію на 7,5/10, назвавши її «спірною» і порівняв епізод із забутою касета з 1980-х чи 1990-х.
На сайті «Me Blog Write Good» оцінили серію так:
|  | Намагаючись зрозуміти назву серії: це натяк на те, що Фрінк створив «монстра» в Гомері, оскільки у третьому акті ми бачимо, як незграбний Гомер намагається погрожувати Фрінку, щоб він продовжував йому допомагати. Однак, який наслідок? Знову ж таки, Фрінк нічого не отримає від угоди, тож Гомер просто поб'є його? Наприкінці Гомер виходить чистим з води, тому що епізод закінчується, і ми не отримуємо епілогу з Фрінком, оскільки епізод ніколи не був про нього. Яка купа гойвин главини [одна із крилатих фраз Фрінка]. |

Згідно з голосуванням на сайті The NoHomers Club більшість фанатів оцінили серію на 2/5 із середньою оцінкою 2,16/5.